# Christian Lohr
Christian Lohr, né le 5 avril 1962 à Kreuzlingen (originaire du même lieu), est une personnalité politique suisse du canton de Thurgovie, membre du Centre. 
Il siège au Conseil national depuis décembre 2011.

## Biographie
Christian Lohr naît le 5 avril 1962 à Kreuzlingen, dans le canton de Thurgovie. Il en est également originaire. Il a un frère aîné,.
Il naît sans bras et avec des jambes atrophiées en raison de la prise par sa mère d'un médicament à base de thalidomide, le Contergan, interdit quelques mois après sa naissance. Il se déplace en chaise roulante et écrit avec le pied droit,,.
Il grandit à Kreuzlingen et y fait ses classes jusqu'au gymnase. Il étudie l'économie à partir de 1983 à l'Université de Constance et écrit pendant ses études dans plusieurs journaux régionaux alémaniques. De 2004 à 2007, il est journaliste dans la partie économique du St. Galler Tagblatt après y avoir travaillé dans les rubriques locales et sportives, puis journaliste indépendant. Il enseigne également à la Haute école pédagogique de Saint-Gall.
Il habite à Kreuzlingen. Il est de confession protestante.

## Parcours politique
Il adhère au Parti démocrate-chrétien (PDC) à la fin 2002, après avoir commencé à faire de la politique hors parti.
Il est élu en 1999 au parlement de Kreuzlingen avec le meilleur résultat jamais enregistré. Il réédite cette performance lors de sa réélection en 2003. Il siège en parallèle au Grand Conseil du canton de Thurgovie à partir de 2000 et le préside en 2008-2009. Il quitte le parlement communal en 2012 et le cantonal en 2014.
Il accède au Conseil national en 2011 grâce à l'élection de Brigitte Häberli au Conseil des États. Il est réélu en 2015 (il est le candidat obtenant la plus de voix en dehors de son parti), 2019 et 2023. Il est le deuxième élu fédéral en chaise roulante après Marc F. Suter (de).
Christian Lohr est notamment actif dans la promotion du sport et de l'intégration des personnes portant un handicap dans la société.
Il est membre depuis 2011 de la Commission de la sécurité sociale et de la santé publique (CSSS).